# Hannonville-Suzémont
Hannonville-Suzémont ist eine französische Gemeinde mit 257 Einwohnern (Stand 1. Januar 2022) im Département Meurthe-et-Moselle in der Region Grand Est (vor 2016 Lothringen). Sie gehört zum Arrondissement Toul (bis 2022: Arrondissement Briey) und zum Kanton Jarny.

## Geografie
Die Gemeinde liegt an der Grenze zum Département Meuse, etwa 47 Kilometer nördlich von Toul und etwa 25 Kilometer westlich von Metz. Der Fluss Yron durchzieht die Gemeinde und bildet streckenweise die Gemeindegrenze. Nachbargemeinden sind Ville-sur-Yron im Nordosten und Osten, Mars-la-Tour im Osten, Sponville im Süden, Latour-en-Woëvre (im Département Meuse) im Westen sowie Brainville im Nordwesten. Die Gemeinde besteht aus mehreren zusammengewachsenen Ortsteilen. Über drei Viertel der Fläche der Gemeinde werden landwirtschaftlich genutzt, über 15 % ist bewaldet, insbesondere im Norden (Bois d’Hannonville). Das Gemeindegebiet liegt innerhalb des Regionalen Naturparks Lothringen.
Die Route départementale D903 (frühere Route nationale 403) durchquert das Gemeindegebiet von West nach Ost. Die Route départementale D14 verbindet Hannonville-Suzémont mit Brainville im Norden und Sponville im Süden.
Der GR de Pays Entre Côtes de Moselle et Côtes de Meuse durchzieht das Gemeindegebiet.

## Geschichte
Funde aus der Frühzeit und aus der gallo-römischen und fränkischen Zeit belegen eine frühe Besiedlung. Hannonville-Suzémont wird erstmals als Hannonville-au-Passage im Jahr 1346 erwähnt. Den Zusatz Suzémont trägt die Gemeinde erst seit 1955. Der Ort gehörte historisch zum Herzogtum Bar, das 1766 an Frankreich fiel. Bis zur Französischen Revolution lag die Gemeinde dann im Grand-gouvernement de Lorraine-et-Barrois. Die Gemeinde lag bis 1871 im alten Département Moselle, seither bildet sie einen Teil des Départements Meurthe-et-Moselle.

## Bevölkerungsentwicklung
| Jahr                       | 1962 | 1968 | 1975 | 1982 | 1990 | 1999 | 2007 | 2019 |
| Einwohner                  | 230  | 189  | 183  | 198  | 226  | 241  | 279  | 254  |
| Quellen: Cassini und INSEE |      |      |      |      |      |      |      |      |

## Sehenswürdigkeiten
- Mehrere Bauernhäuser aus dem 18. und 19. Jahrhundert
- Pfarrkirche Saint-Grégoire-le-Grand aus dem 19. Jahrhundert
- Wegkreuz Croix de l’Orme östlich des Dorfs
- Denkmal für die Gefallenen[1]